# Илия Кирчев
Илия Кирчев (28 декември 1932 – 11 септември 1997) е български футболист, централен защитник. Една от клубните легенди на Спартак (Варна). Рекордьор по изиграни мачове за „соколите“ в А група. Между 1951 г. и 1965 г. записва 286 мача с 3 гола в елита. От 1960 г. до края на кариерата си е капитан на Спартак.

## Кариера
Родом от Долни чифлик, през 1948 г. Кирчев постъпва във Варненската гимназия и е включен в юношеския състав на Черно море. Не след дълго обаче преминава в школата на Спартак (Варна), тъй като повечето му съученици са привърженици на „соколите“. Първоначално е използван като десен инсайд, но в един мач се налага да действа като централен защитник и остава в отбраната до края на кариерата си.
В началото на 1951 г. е включен в първия състав на Спартак. Дебютира в А група в мач срещу Ботев (Пловдив), който е спечелен с 1:0. В срещата играе като десен защитник. От сезон 1953 започва да действа като централен бранител. Рекордьор е с най-много изиграни мачове за клуба в А група – 286 мача с 3 гола. Бронзов медалист през сезон 1955 и финалист за националната купа през 1960/61. През есента на 1961 г. играе в двата мача на Спартак срещу Рапид (Виена) в европейския турнир КНК – 0:0 в Австрия и загуба с 2:5 във Варна.
Има 7 мача за А националния отбор (1957 – 1963) и 18 мача (рекорд) за Б националния тим на страната (1955 – 1963). Включен е в олимпийския отбор за Олимпиадата в Мелбърн през 1956 г., където България печели бронзовите медали. „Майстор на спорта“ от 1963 г.
Един от най-добрите централни защитници в България за своето време. Прекратява състезателната си кариера в края на 1965 г., малко преди да навърши 33 години.

## Статистика по сезони
| Сезон   | Отбор        | Първенство | Мачове | Голове |
| ------- | ------------ | ---------- | ------ | ------ |
| 1951    | Спартак (Вн) | А група    | 14     | 0      |
| 1952    | Спартак (Вн) | А група    | 22     | 0      |
| 1953    | Спартак (Вн) | Б група    | ?      | ?      |
| 1954    | Спартак (Вн) | А група    | 26     | 0      |
| 1955    | Спартак (Вн) | А група    | 25     | 1      |
| 1956    | Спартак (Вн) | А група    | 21     | 1      |
| 1957    | Спартак (Вн) | А група    | 20     | 0      |
| 1958    | Спартак (Вн) | А група    | 9      | 1      |
| 1958/59 | Спартак (Вн) | А група    | 21     | 0      |
| 1959/60 | Спартак (Вн) | А група    | 19     | 0      |
| 1960/61 | Спартак (Вн) | А група    | 26     | 0      |
| 1961/62 | Спартак (Вн) | А група    | 24     | 0      |
| 1962/63 | Спартак (Вн) | А група    | 26     | 0      |
| 1963/64 | Спартак (Вн) | А група    | 27     | 0      |
| 1964/65 | Спартак (Вн) | Б група    | 33     | 0      |
| 1965/66 | Спартак (Вн) | А група    | 6      | 0      |

- Включени са само мачовете от първенството.